# 胡马伊德·伊本·瓜塔巴
胡马伊德·伊本·瓜塔巴（公元？-776年死亡，Humayd ibn Qahtaba ibn Shabib al-Ta'i）是一位阿拔斯王朝开国将领。

## 传记
胡马伊德是瓜塔巴·伊本·舍比卜的儿子, 瓜塔巴追随阿布·穆斯林推翻了伍麦叶王朝。起事前的几年，胡马伊德以代理纳基卜（naqib）的身份同他的兄弟哈桑·伊本·瓜塔巴一起在呼罗珊积极投身于阿拔斯的事业中。
阿拔斯王朝建立后，胡马伊德隶属于叙利亚总督阿卜杜拉，并在754年加入了同哈里发曼苏尔的战斗。可是，他很快后悔自己的决定，并在阿卜杜拉失败前离开了他。 尽管跟随过叛军，胡马伊德很快被曼苏尔任命为Jazira总督（754/55），期间当地发生了哈瓦利吉派叛乱，759/61年担任埃及总督，在762/63年，胡马伊德追随Isa ibn Musa镇压Muhammad al-Nafs al-Zakiyya叛乱。
三年后，他被任命为亚美尼亚总督（Arminiya），并在768年，任命为呼罗珊总督直到776年死亡。
他的儿子阿卜杜拉继承了他的事业，并在第四次内战（Fourth Fitna）中发挥了突出的作用。 在马蒙内战胜利后，就像其他的阿拔斯王朝勋贵家族一样，胡马伊德的家族失去了权力。

## 家庭
- 父：瓜塔巴·伊本·舍比卜
- 兄弟：哈桑·伊本·瓜塔巴